# 奧奈達縣 (紐約州)
奧奈達縣（英語：Oneida County）是美国纽约州的一個縣，位於該州中部，面積1,853平方公里，2020年人口為23萬2,125人。首府尤蒂卡。

## 歷史
成立於1798年，以當地原住民易洛魁聯盟的一個部落奧奈達命名。